# Nastri d'argento 1993
Els Nastri d'argento 1993 foren la 48a edició de l'entrega dels premis Nastro d'Argento (Cinta de plata) que va tenir lloc el 1993.

## Guanyadors

### Millor director
- Gianni Amelio - Il ladro di bambini
- Maurizio Zaccaro - La valle di pietra
- Pupi Avati - Fratelli e sorelle
- Mario Monicelli - Parenti serpenti
- Carlo Mazzacurati - Un'altra vita

### Millor director novell
- Mario Martone - Morte di un matematico napoletano
- Pasquale Pozzessere - Verso sud
- Aurelio Grimaldi - La discesa di Aclà a Floristella
- Carlo Carlei - La corsa dell'innocente
- Marco Bechis - Alambrado

### Millor productor
- Angelo Rizzoli - pel conjunt de la seva producció

### Millor argument
- Filippo Ascione, Leonardo Benvenuti, Piero De Bernardi i Carlo Verdone - Al lupo al lupo

### Millor guió
- Gianni Amelio, Sandro Petraglia i Stefano Rulli - Il ladro di bambini

### Millor actor protagonista
- Diego Abatantuono - Puerto Escondido
- Claudio Amendola - Un'altra vita
- Carlo Cecchi - Morte di un matematico napoletano
- Enrico Lo Verso - Il ladro di bambini
- Carlo Verdone - Al lupo al lupo

### Millor actriu protagonista
- Antonella Ponziani - Verso sud
- Anna Bonaiuto - Fratelli e sorelle
- Asia Argento - Le amiche del cuore
- Stefania Sandrelli - Jamón, jamón
- Francesca Neri - Al lupo al lupo

### Millor actriu no protagonista
- Paola Quattrini - Fratelli e sorelle
- Monica Scattini - Un'altra vita
- Chiara Caselli - Sabato italiano
- Isa Danieli - Io speriamo che me la cavo
- Amanda Sandrelli, Giuliana De Sio,[3] Nadia Rinaldi, Sabrina Ferilli i Serena Grandi - Centro storico

### Millor actor no protagonista
- Renato Carpentieri - Puerto Escondido
- Angelo Orlando - Ladri di futuro
- Tony Sperandeo - La discesa di Aclà a Floristella
- Ivano Marescotti - Quattro figli unici
- Eros Pagni - Persone perbene

### Millor banda sonora
- Manuel De Sica - Al lupo al lupo

### Millor fotografia
- Carlo Di Palma - Ombres i boira

### Millor vestuari
- Lina Nerli Taviani - Parenti serpenti

### Millor escenografia
- Luciana Arrighi - Retorn a Howards End

### Millor doblatge femení i masculí
- Carla Cassola - per la veu de Tilda Swinton a Orlando
- Massimo Corvo - per la veu de la bèstia a La bella i la bèstia i per la veu de Harvey Keitel a Reservoir Dogs

### Director del millor curtmetratge
- Valerio Andrei - Il dono dei Magi

### Millor productor de curtmetratge
- Laurentina Guidotti e Demetrio Loricchio - Un pezzo diverso

### Millor pel·lícula estrangera
- Robert Altman - El joc de Hollywood (The Player)
- Oliver Stone - JFK
- James Ivory - Retorn a Howards End (Howards End)
- Tim Burton - El retorn de Batman (Batman Returns)
- Tim Robbins - Bob Roberts

### Nastro d'Argento europeu
- Aki Kaurismäki - La Vie de bohème
- Claude Sautet - Un cor a l'hivern
- Sally Potter - Orlando
- Wim Wenders - Bis ans Ende der Welt
- Alain Corneau - Tots els matins del món